# دريد نعمة الله الدملوجي
العميد الركن دريد نعمة الله الدملوجي هو عسكري وسياسي عراقي، ولد سنة 1928.
كانت له علاقة وثيقة بتنظيم الضباط الوطنيين، وقد عمل مساعدا للملحق العسكري العراقي في واشنطن عندما قامت ثورة 14 تموز 1958، كما عمل ملحقا عسكريل للعراق في بعض البلدان.
عمل دريد الدملوجي أيضا مديرا عاما لوكالة الأنباء العراقية عندما كان العميد الركن عبد الكريم فرحان وزيرا للإرشاد.
شغل منصب وزير الثقافة والإرشاد العراقي في وزارة ناجي طالب عامي 1966 و1967.